# Sjoerd Linssen
Sjoerd Linssen (Neeritter, 19 juli 1993) is een Nederlands voormalig voetballer die doorgaans speelde als centrale verdediger. Tussen 2013 en 2024 was hij actief voor Fortuna Sittard, VV Gestel voor VV Veritas.

## Clubcarrière
Linssen speelde sinds 2003 in de jeugdopleiding van Fortuna Sittard. In de zomer van 2013 werd hij doorgeschoven naar het eerste elftal. Hij maakte zijn debuut op 23 augustus, toen met 1–0 verloren werd op bezoek bij FC Oss. Hij begon als basisspeler en werd na zeventig minuten gewisseld voor Zlatko Žejnilović. In 2015 verkaste Linssen na vierendertig competitiewedstrijden voor Fortuna naar VV Gestel en een jaar later naar VV Veritas, waarvoor hij ook in de jeugd uitkwam. De verdediger ging tevens een jeugdteam trainen bij Veritas. In de zomer van 2024 besloot hij op eenendertigjarige leeftijd op een punt achter zijn actieve loopbaan te zetten.

## Clubstatistieken
| Seizoen | Club            | Competitie     | Competitie | Competitie | Beker | Beker | Internationaal | Internationaal | Nacompetitie | Nacompetitie | Totaal | Totaal |
| Seizoen | Club            | Competitie     | Wed.       | Dlp.       | Wed.  | Dlp.  | Wed.           | Dlp.           | Wed.         | Dlp.         | Wed.   | Dlp.   |
| ------- | --------------- | -------------- | ---------- | ---------- | ----- | ----- | -------------- | -------------- | ------------ | ------------ | ------ | ------ |
| 2013/14 | Fortuna Sittard | Eerste divisie | 16         | 0          | 0     | 0     | —              | —              | 2            | 1            | 18     | 1      |
| 2014/15 | Fortuna Sittard | Eerste divisie | 16         | 0          | 1     | 0     | —              | —              | —            | —            | 17     | 0      |
| Totaal  | Totaal          | Totaal         | 32         | 0          | 1     | 0     | 0              | 0              | 2            | 1            | 35     | 1      |